# Contea di Morrow (Oregon)
La contea di Morrow (in inglese Morrow County) è una contea dello Stato dell'Oregon, negli Stati Uniti. La popolazione al censimento del 2000 era di 10 996 abitanti. Il capoluogo di contea è Heppner.

## Geografia
La contea si trova nel centr-nord dello  Stato, al confine con lo Stato di Washington. Il confine nord è dato dal fiume Columbia. A ovest si estende la Catena delle Cascate. Il territorio è prevalentemente pianeggiante.
Tra le aree protette nazionali, nella contea si trova la foresta nazionale di Umatilla.

### Contee confinanti
- Contea di Klickitat (Washington) - nord
- Contea di Umatilla - est
- Contea di Grant - sud
- Contea di Wheeler - sud-ovest
- Contea di Gilliam - ovest
- Contea di Benton (Washington) - nord-ovest

## Storia
La contea fu creata nel 1885 da parti delle contee di Umatilla e Wasco. Fu chiamata così per Jackson Lee Morrow.

## Cities
- Boardman
- Heppner (capoluogo)
- Ione
- Irrigon
- Lexington